# عباس حليم
عباس حليم ( 9 أكتوبر 1897 - 6 يوليو 1978)، والمعروف أيضًا باسم نبيل عباس حليم أو شريف عباس حليم، كان أميرًا من أسرة محمد علي باشاً الكبير (والي مصر من 1805 : 1848) وناشطًا عماليًا في مصر.